# Livingston Wheeler
Livingston Wheeler è un census-designated place (CDP) degli Stati Uniti d'America, situato nello stato del Nuovo Messico, nella contea di Eddy.